# José Magriñá
José Antonio Magriñá Rodeiro (né le 14 décembre 1917 à Cuba et mort le 2 août 1988) était un footballeur cubain, qui jouait en attaque.

## Biographie

### Club
Il évolue dans sa carrière dans le club du championnat cubain du CD Centro Gallego.

### International
Il joue dans l'équipe de Cuba et participe à la coupe du monde 1938 en France.
Les Cubains font match nul 3-3 contre la Roumanie. Un match d'appui a alors lieu et Cuba l'emporte sur un score de 2 buts à 1. Après avoir passé le 1er tour, les Cubains sont écrasés sur un score sans appel de 8 à 0 par la Suède en quarts-de-finale.